# Hawstead
Hawstead is een civil parish in het Engelse graafschap Suffolk.